# Majorit
Das Mineral Majorit ist ein sehr seltenes Inselsilikat aus der Obergruppe der Granate und hat die Endgliedzusammensetzung Mg3SiMg2+Si3O12. Natürlicher Majorit kristallisiert im kubischen Kristallsystem mit der Struktur von Granat.
Majorit bildet farblose bis rosa Kristalle, die nur wenige µm groß sind.
Die Übergangszone vom oberen zum unteren Erdmantel in 400–700 km Tiefe besteht zu rund 40 % aus majoritreichem Granat. An der Erdoberfläche findet man Majorit hingegen sehr selten. Neben seiner Typlokalität, dem Meteoriten Coorara, gefunden bei Rawlinna in Dundas Shire, Western Australia in Australien, existieren für Majorit nur wenige dokumentierte Fundorte weltweit, meistens Meteorite.

## Etymologie und Geschichte
In den 1960er Jahren wurden die experimentellen Grundlagen entwickelt, mit denen es möglich wurde, Versuche unter den hohen Drucken des Erdmantels durchzuführen. Die Arbeitsgruppe um Alfred Edward Ringwood aus Australien gehörte zu den ersten, die die Strukturänderungen der den Erdmantel dominierenden Verbindungstypen A2BO4 (Olivin, Spinell) und ABO3 (Pyroxen, Ilmenit, Perowskit, Granat) experimentell untersuchte. Sie legte damit die mineralogische Grundlage für das Verständnis seismischer Messungen und den daraus abgeleiteten Vorstellungen vom Aufbau der Erde. Neben dem Übergang von Olivin in die Spinellstruktur beobachteten Ringwood und Major 1966 auch den Übergang von (Fe,Mg)SiO3 von der Pyroxenstruktur in die Granatstruktur, wobei ein Teil des Silicium auf der Oktaederposition eingebaut wird.
Der erste Fund eines solchen Hochdruckgranates außerhalb eines Labors gelang vier Jahre später Smith und Mason im Coorara-Meteoriten. In durch Impaktmetamorphose entstandenen Rissen fanden sie neben Ringwoodit einen Granat, dessen Zusammensetzung sie mit (Mg2,86 Na0,10)(Fe1,02Al0,23Cr0,03Si0,78)Si3O12 angaben. Sie benannten das neue Mineral nach Alan Major, der diese Verbindung zuvor mit Ringwood synthetisiert hatte.
Die ersten Synthesen von reinem Majorit gelang Ringwood und Major 1971, nachdem sie mit verbesserten Hochdruckpressen Drucke von 25-30 GPa erreichen konnten.
Mößbauerspektroskopische Untersuchungen zeigten, dass Eisen als Fe2+ vorwiegend auf der Dodekaederposition und als Fe3+ auf der Oktaederposition sitzt, woraufhin Grew und Mitarbeiter die Endgliedzusammensetzung von Majorit auf [X]Mg[Y](MgSi)[Z]SiO12 festlegten.

## Klassifikation
Die strukturelle Klassifikation der International Mineralogical Association (IMA) zählt den Majorit zur Granat-Obergruppe, wo er zusammen mit Almandin, Andradit, Calderit, Eringait, Goldmanit, Grossular, Knorringit, Menzerit-(Y), Momoiit, Morimotoit, Pyrop, Rubinit, Spessartin und Uwarowit die Granat-Gruppe mit 12 positiven Ladungen auf der tetraedrisch koordinierten Gitterposition bildet.
In der veralteten 8. Auflage der Mineralsystematik nach Strunz war der Majorit noch nicht aufgeführt.
In der zuletzt 2018 überarbeiteten Lapis-Systematik nach Stefan Weiß, die formal auf der alten Systematik von Karl Hugo Strunz in der 8. Auflage basiert, erhielt das Mineral die System- und Mineralnummer VIII/A.08-060. Dies entspricht der Klasse der „Silikate“ und dort der Abteilung „Inselsilikate mit [SiO4]-Gruppen“, wo Majorit zusammen mit Almandin, Andradit, Calderit, Eltyubyuit, Eringait, Goldmanit, Grossular, Henritermierit, Holtstamit, Hutcheonit, Irinarassit, Jeffbenit, Katoit, Kerimasit, Kimzeyit, Knorringit, Menzerit-(Y), Momoiit, Morimotoit, Pyrop, Schorlomit, Spessartin, Toturit, Uwarowit und Wadalit die „Granatgruppe“ mit der Systemnummer VIII/A.08 bildet.
Die von der IMA zuletzt 2009 aktualisierte 9. Auflage der Strunz’schen Mineralsystematik ordnet den Majorit in die erweiterte Klasse der „Silikate und Germanate“, dort aber ebenfalls in die Abteilung „Inselsilikate (Nesosilikate)“ ein. Diese ist weiter unterteilt nach der möglichen Anwesenheit zusätzlicher Anionen und der Koordination der beteiligten Kationen. Das Mineral ist hier entsprechend seiner Zusammensetzung und seinem Aufbau in der Unterabteilung „Inselsilikate ohne zusätzliche Anionen; Kationen in oktaedrischer [6]er- und gewöhnlich größerer Koordination“ zu finden, wo es zusammen mit Almandin, Andradit, Blythit, Calderit, Goldmanit, Grossular, Henritermierit, Hibschit, Holtstamit, Hydroandradit, Katoit, Kimzeyit, Knorringit, Momoiit, Morimotoit, Pyrop, Schorlomit, Skiagit, Spessartin, Uwarowit und Wadalit die „Granatgruppe“ mit der Systemnummer 9.AD.25 bildet.
In der vorwiegend im englischen Sprachraum gebräuchlichen Systematik der Minerale nach Dana hat Majorit die System- und Mineralnummer 51.04.03a.05. Das entspricht ebenfalls der Klasse der „Silikate“ und dort der Abteilung „Inselsilikatminerale“. Hier findet er sich innerhalb der Unterabteilung „Inselsilikate: SiO4-Gruppen nur mit Kationen in [6] und >[6]-Koordination“ in der  „Granatgruppe (Pyralspit-Reihe)“, in der auch Almandin, Spessartin, Knorringit und Calderit eingeordnet sind.

## Chemismus
Majorit mit der Endgliedzusammensetzung [X]Mg3[Y](Si4+Mg2+)[Z]Si3O12 ist das Mg-Si-Analog von Morimotoit ([X]Ca3[Y](Ti4+Fe2+)[Z]Si3O12) und bildet Mischkristalle vor allem mit Pyrop entsprechend der Austauschreaktion
- [Y]Si4+ + [Y]Mg2+ = 2[Y]Al3+.

Für den Majorit aus der Typlokalität wird folgende empirische Zusammensetzung angegeben:
- [X](Mg2,31Fe2+0,30Na0,09)[Y](Si4+0,71Mg0,62Fe3+0,41Al0,22Cr0,04)[Z]Si3O12[3],

wobei mit [X], [Y] und [Z] die Positionen in der Granatstruktur angegeben sind.
Die Eisengehalte können als Mischung mit hypothetischen Endgliedern Skiagit
- 3[X]Mg2+ + [Y]Si4+ + [Y]Mg2+ = 3[X]Fe2+ + 2[Y]Fe3+

und Koharit, entsprechend der Austauschreaktion
- [Y]Si4+ + [Y]Mg2+ = 2[Y]Fe3+

beschrieben werden. Hinzu kommen kleine Mengen Knorringit für Chrom (Cr)
- [Y]Si4+ + [Y]Mg2+ = 2[Y]Cr3+

und einem hypothetischer Na-Granat über die Reaktion
- 2[X]Mg2+ + [Y]Mg2+ = 2[X]Na+ + [Y]Si4+.[3]

## Kristallstruktur
Natürliche majoritreiche Granate kristallisieren mit kubischer Symmetrie in der Raumgruppe Ia3d (Raumgruppen-Nr. 230) mit 8 Formeleinheiten pro Elementarzelle. Der natürliche Mischkristall aus der Typlokalität hat dem Gitterparameter a = 11,524 Å.
Die Struktur ist die von Granat. Magnesium (Mg2+) besetzt die dodekaedrisch von 8 Sauerstoffionen umgebenen X-Positionen und die Hälfte der oktaedrisch von 6 Sauerstoffionen umgebene Y-Position. Silicium (Si4+) besetzt die andere Hälfte der Y-Position und die tetraedrisch von 4 Sauerstoffionen umgebenen Z-Position.

Druck-Temperatur-Phasendiagramm für die Verbindung MgSiO_{3}

Für synthetisch hergestellten, reinen Majorit wird tetragonale Symmetrie in der Raumgruppe I41/a (Raumgruppen-Nr. 88) angegeben mit den Gitterparametern a = 11,491 bis 11,516 Å und b = 11,406 bis 11,480 Å und weitgehender Ordnung von Si und Mg auf zwei verschiedenen Oktaederpositionen. Synthesen von Majorit-Pyrop-Mischkristallen bei 2000 °C und 19 GPa ergaben, dass Majorit mit mehr als 20 mol-% Pyrop kubisch ist. Die Art der Zwillinge der tetragonalen Granate deutet darauf hin, dass auch die tetragonalen Majorite unter den Versuchsbedingungen kubisch gewesen sein könnten und die Phasenumwandlung in tetragonalen Majorit möglicherweise erst bei der Abkühlung der Proben erfolgte.
Die Verbindung MgSiO3 macht bei zunehmenden Druck eine ganze Reihe von Phasenumwandlungen durch. Bei Temperaturen über 1800 °C folgen mit zunehmenden Druck die Strukturtypen von Orthopyroxen, Klinopyroxen, tetragonalem Majorit und Bridgmanit (Silikat-Perowskit) aufeinander. Bei niedrigeren Temperaturen ist das die Folge Orthopyroxen, Klinopyroxen, Majorit, Wadsleyit + Stishovit, Ringwoodit + Stishovit, Akimotoit (Silikat-Ilmenit) und Bridgmanit.
Bei Anwesenheit von Calcium bildet sich Majorit und Calcium-Silikat-Perowskit aus Diopsid bei Temperaturen oberhalb 1400 °C
und Drucken oberhalb 14 GPa. Bei steigenden Druck baut sich Majorit ab 20 GPa ab zu Akimotoit.

## Bildung und Fundorte
Majoritreiche Granate bilden sich unter den Bedingungen der Mantelübergangszone bei Temperaturen ab ~1000 °C und sehr hohem Druck aus Pyroxenen ähnlicher Zusammensetzung. Im Erdmantel ist Majorit ein wichtiger Bestandteil der Gesteine in Tiefen zwischen 300 und 700 km und somit ein recht häufiges Mineral. Material aus diesen Tiefen gelangt jedoch fast nie an die Erdoberfläche, wo Majorit extrem selten gefunden wird. Die meisten Funde stammen aus Meteoriten, in denen sich Majorit nicht beim Einschlag auf der Erde, sondern durch Schockmetamorphose bei Kollisionen im Weltraum gebildet hat.

### Meteorite
Die Typlokalität ist der Coorara-Meteorit, ein L6 Chondrit, der 1966 von A.J. Carlisle bei Rawlinna in Dundas Shire, Western Australia in Australien gefunden wurde. Majorit tritt hier in feinen Gängen zusammen mit Ringwoodit, Olivin und Kamacit auf.
Der Tenham-Meteorit, der 1879 nahe der Tenham Station bei Windorah in Barcoo Shire, Queensland, Australien nieder ging, ist ein durch Schockmetamorphose stark veränderter L6 Chondrit und Typlokalität der Hochdruckminerale Ringwoodit, Akimotoit und Bridgmanit. Er ist von zahlreichen Schmelzgängen durchzogen, deren Grundmasse aus Majorit, Magnesiowüstit, Eisen, Eisenoxid und Eisensulfid besteht.
Auch im Catherwood-Meteorit, ebenfalls ein L6 Chondrit, der sich Mitte der 1960er Jahre in den Gerätschaften der Lorne E. Horton Farm bei Catherwood in Saskatchewan, Kanada verfing, tritt extrem feinkörniger Majorit zusammen mit Ringwoodit und Maskelynit in feinen Gängen und Rissen auf.
In zahlreichen weiteren Meteoriten weltweit, vorwiegend L6 Chondrite, wurde Majorit in ähnlichen Gefügen und Paragenesen gefunden.

### Kimberlite
Funde terrestrisch gebildeter Majorite sind extrem selten und nur aus Kimberliten bekannt. Sie haben ihren Ursprung tief im oberen Erdmantel und die Magmen steigen schnell genug auf um mitgerissene Hochdruckminerale weitgehend unverändert an die Erdoberfläche zu transportieren. 
Der Anteil von Majorit an der Zusammensetzung von Granaten des Erdmantels nimmt mit steigendem Druck (Tiefe) zu und wird als Geobarometer für die Abschätzung der Bildungsbedingungen von Mantelgesteinen und Meteoriten verwendet.
Der Kimberlit von der Insel Malaita in der Malaita Provinz der Salomonen wurde bekannt für seine Xenolithe aus der Mantelübergangszone in 400 bis 670 km Tiefe. Die Granitit-Xenolithe enthalten roten Majorit mit den höchsten bisher gemessenen Si-Gehalten terrestrischer Granate sowie Ca-Mg-Silikatperowskit, verschiedene Alumosilikatminerale und Mikrodiamanten. Für die Majoritbildung wird ein Druck von mindestens 22 GPa angenommen.
Alle weiteren majorithaltigen Granate, meist aus Einschlüssen in Diamant, weisen geringere Si-Gehalte auf und liegen mit ihren Zusammensetzungen, weniger als 3,5 apfu Si, nicht mehr im Bereich von Majorit. Granate aus eklogitischen oder peridotitischen Diamanten zeigen Drucke von 7-10 GPa an. Nur einige Granate aus einigen südafrikanischen Kimberlithen weisen höhere Drucke von 14 GPa (Kankan, Monastery) bzw. 13 - 15 GPa (Jagersfontein) aus.